# Marilee Stepan
Marie Louise Stepan, més coneguda com a Marilee Stepan   (Chicago, 2 de febrer de 1935 - Winnetka, 15 de desembre de 2021), va ser una nedadora estatunidenca, especialista en estil lliure, que va competir durant la dècada de 1950.
El 1952 va prendre part en els Jocs Olímpics d'Estiu de Hèlsinki, on va disputar dues proves del programa de natació. Va guanyar la medalla de bronze en els 4x100 metres lliures, formant equip amb Jacqueline LaVine, Joan Alderson i Evelyn Kawamoto, mentre en els 100 metres lliures fou setena.
En el seu palmarès també destaca el campionat de l'AAU a cobert de les 220 iardes de 1952. Un cop retirada va formar part del Comitè Olímpic dels Estats Units durant molts anys.